# Grön vårtbitare
Grön vårtbitare, Tettigonia viridissima, är en art i insektsordningen hopprätvingar som tillhör familjen vårtbitare. 

## Kännetecken
Den gröna vårtbitaren har en kroppslängd på omkring 28 till 35 millimeter, honan vanligen något större än hanen. Kännetecknande för arten är en genomgående grönfärgad kropp, även om enstaka individer med mer gulaktig kropp eller grön kropp och gulaktiga ben ibland kan påträffas. Honan kan skiljas från hanen genom sitt långa äggläggningsrör (ovipositor). Hanen har också till skillnad från honan ett så kallat stridulationsorgan vid framvingarnas bas, som vanligen är brunaktigt mönstrat.
Artens vingspann går upp till 100 mm, antennerna är ungefär 50 mm långa och vikten ligger vid 3 till 5 g. Huvudet påminner lite om en hästskalle. Honans äggläggningsrör är cirka 30 mm lång. Den gröna vårtbitarens hörselorgan ligger i frambenen. Med samma organ kan även små vibrationer uppfattas.

## Utbredning
Den gröna vårtbitaren har en palearktisk utbredning och finns i delar av Europa och Asien. I Sverige kan den hittas från Skåne och vidare norrut till Värmland och Uppland.

## Levnadssätt
Den gröna vårtbitaren är en omnivor som lever i områden bevuxna av högre örter, buskar och lövträd. Hanen stridulerar, det vill säga spelar, för att locka till sig honor genom att gnida framvingarna mot varandra. Sången är tydligt hörbar för människan, ofta beskriven som ett upprepat ”zsi”, med en relativt snabb rytm och långa intervaller. I Sverige spelar den gröna vårtbitaren från augusti till september, oftast med en början redan under den sena eftermiddagen, men som mest intensivt under kvällen och natten.
Hannarnas sång kan höras av människor över en 100 meter lång sträcka. Lätet har sin högsta intensitet mellan 9,7 och 12,5 kHz. Några delar av lätet ligger vid 40 kHz. Under kallt väder är sången mindre komplex. Honan lägger upp till 300 ägg per tillfälle. Ungarnas utveckling i ägget varar vanligen två år och sällan upp till fem år. Sedan kläcks äggen vanligen i april. Larvernas metamorfos har allmänt sju stadier.
Arten har främst små insekter och deras larver som föda. Ibland äts sjuka eller spensliga artfränder. Födan kompletteras med olika växtdelar, bland annat av ogräsmaskros, arter av nässelsläktet, våtarv och blad av björnbär.
Livslängden kan vara fem år.

## Mediagalleri

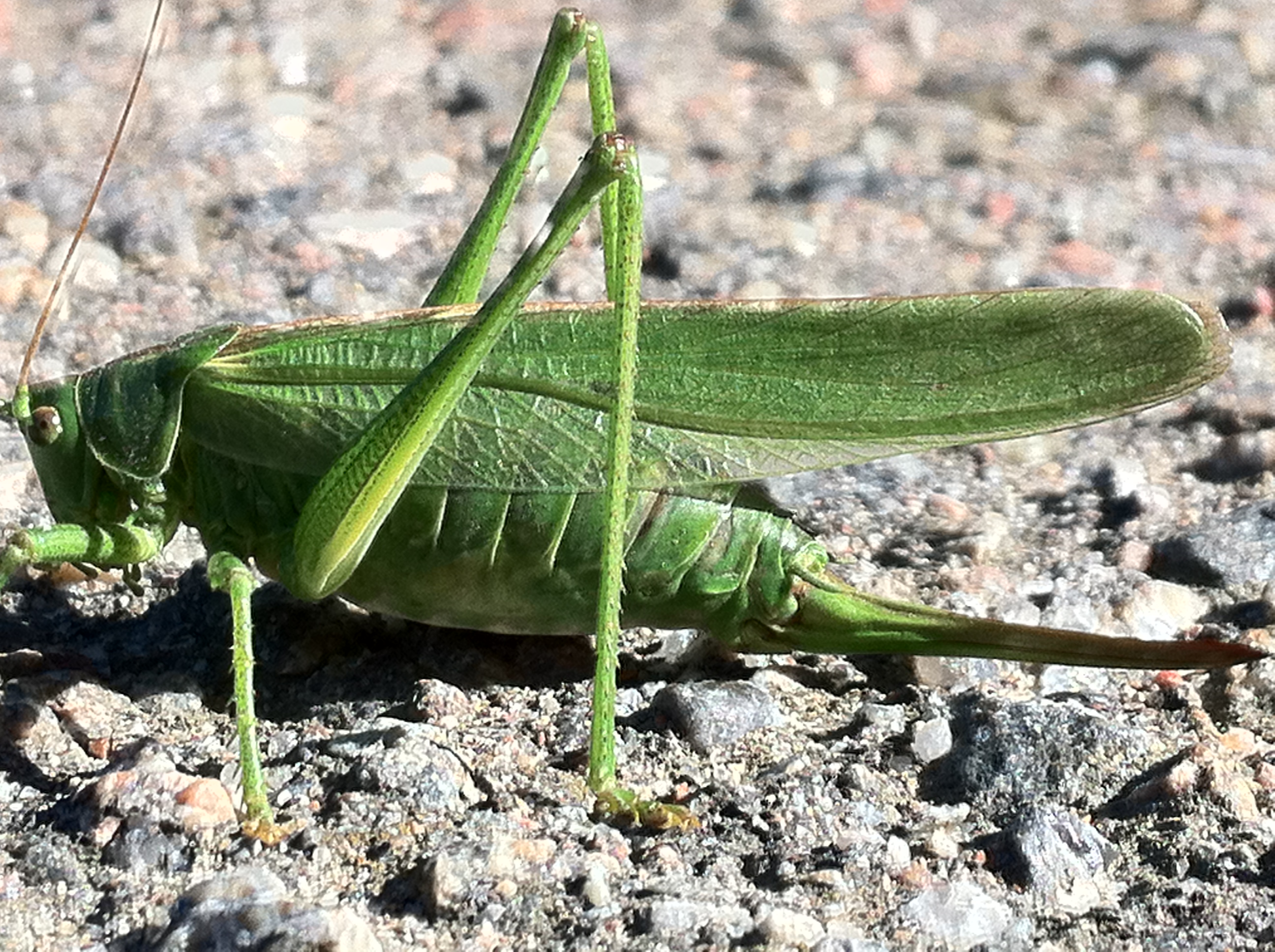
En grön vårtbitare, imago hona.
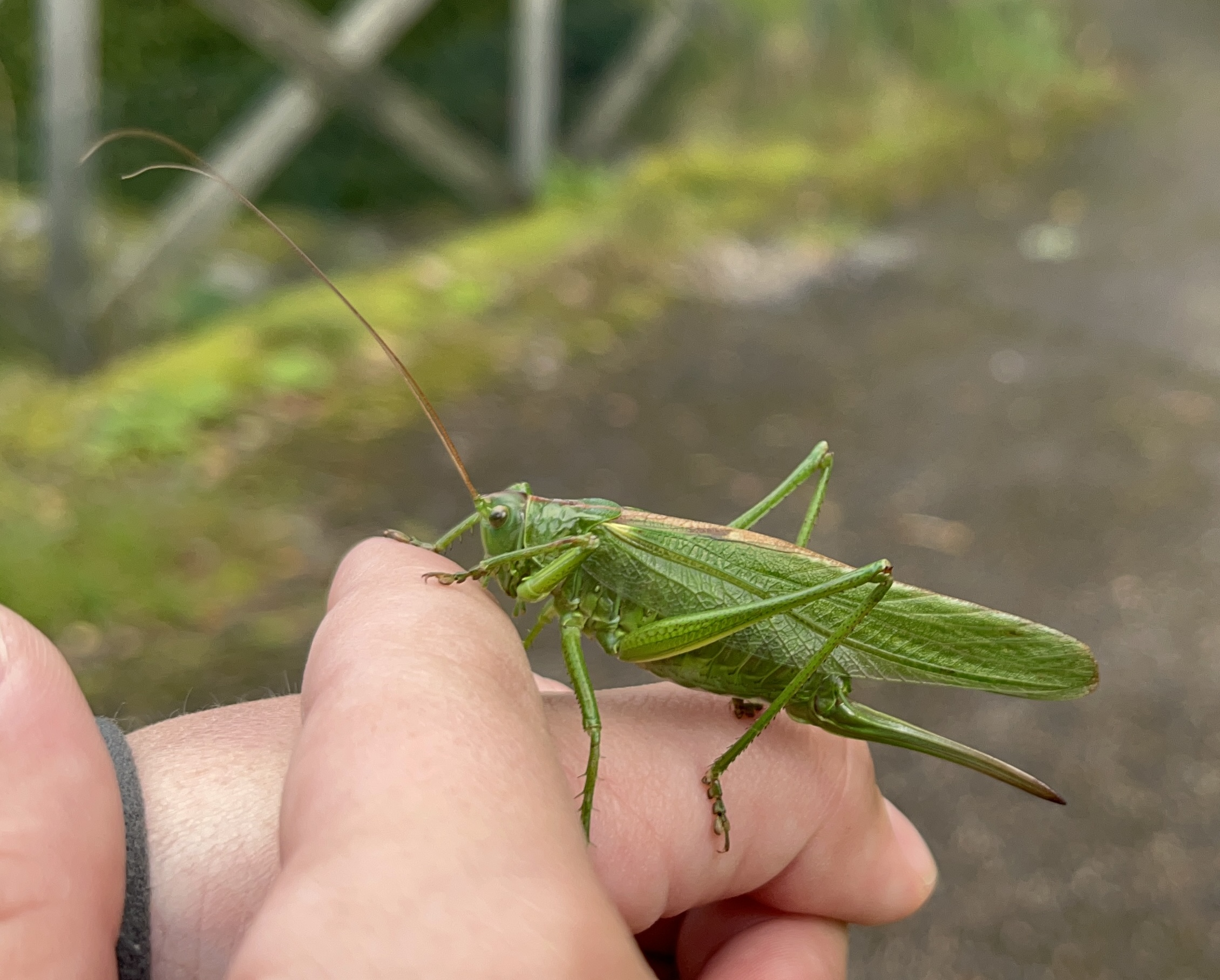
En grön vårtbitare, hane, som stridulerar.
- Ytterligare en imago hona grön vårtbitare.